# Silvestre Elezkano, "Txilibrin"
Silvestre Elezkano Uribarri "Txilibrin" (Yurre, 15 de agosto de 1912 - Bilbao, 30 de julio de 2003) fue un músico español considerado como uno de los intérpretes de folklore vasco más importantes del siglo XX, destacando como albokari, trikitilari, dantzari, koplari y artesano de albokas y panderetas.

## Biografía
Nació en 1912 en el municipio rural vizcaíno de Yurre en el seno de una familia de agricultores. Con muy corta edad, comienza a salir a romerías junto a Faxio Arandia y Pedro Bilbao “Txato, de Castillo”, trikitrilari y panderojotzale respectivamente, aunque en aquellos años era más famoso como dantzari y sobre todo bailando jotas junto a Satur Arandia.
Tras estallar la guerra civil española en julio de 1936, se enroló voluntario en el Batallón Arana Goiri, Compañía Gorbea, luchando en los frentes de Gorbea, Villarreal, Saibigain, Guernica, etc. Tras la rendición en agosto de 1937 de la mayor parte del Euzko Gudarostea (Ejército Vasco) en Santoña y Laredo (donde se encontraba él), le ingresaron en varios campos de concentración hasta diciembre de 1939, cuando fue puesto en libertad.
Poco después se trasladó a Bilbao, donde acabó trabajando desde febrero de 1940 hasta 1971 en los Astilleros Euskalduna como remachador. Esta actividad la compaginó con actividades folklóricas, tanto por libre con su inseparable Balbino Ojanguren, como en grupos de danza vasca: “Dindirri”, “Beti Alai”, “Txindor”, “Andra Mari de Galdakao”, “Ballets Olaeta”, “Beti Jai Alai” y “Bizkai”, con los que recorrió durante décadas Euskal Herria, España y muchas de las ciudades más importantes de Europa y América. Asimismo colaboró hasta 1998 con la agrupación “La Caravana de la Alegría”, con la que realizó centenares de actos culturales benéficos y sociales.

## Giras extranjeras
- 1954 Francia y Mónaco

- 1954 Italia y Ciudad del Vaticano

- 1959 Canarias

- 1965 Francia e Inglaterra

- 1967 USA y Canadá (69 actuaciones en 29 Estados)

- 1968 USA y Canadá (64 actuaciones en 23 Estados)

- 1970 USA (68 actuaciones en 24 Estados)

- 1987 Argentina, Uruguay y Brasil

- 1988 Francia

- 1989 Argentina, Uruguay y Chile

- 1989 Argentina

- 1990 Argentina